# Lycodes polaris
El licodi polar o Lycodes polaris és una espècie de peix de la família dels zoàrcids i de l'ordre dels perciformes.

## Morfologia
- Els mascles poden assolir 25 cm de longitud total.
- Nombre de vèrtebres: 90-93.
- Aletes pèlviques petites.[4][5]

## Alimentació
Menja petits invertebrats bentònics, principalment amfípodes.

## Hàbitat
És un peix marí, de clima polar i demersal que viu entre 5-300 m de fondària.

## Distribució geogràfica
Es troba al llarg de les costes àrtiques d'Àsia i de l'Amèrica del Nord: Alaska, el Canadà, Groenlàndia i Rússia.

## Costums
És bentònic.

## Observacions
És inofensiu per als humans.